# 越南的尼日利亞人
尼日利亞人，是越南的新移民，他們因商業或經濟目的而來。越南是尼日利亞人新的移民點，他們家鄉的經濟狀況不佳，包括缺電和公共安全，作為他們移民的主要動機。

## 商業與就業
許多非洲人包括尼日利亞人，也在胡志明市的頭頓區經營時尚商店。在2006年和2007年一些人因與越南足球隊簽約來到越南，但一年後被巴西球員取代，他們的合同終止。越南的工資很低，即使是大學畢業生，一個月也僅有200美元收入，意味著許多移民發現生活很困難。

## 社群關係
越南正日益成為不歡迎尼日利亞移民的國家。越南政府關注尼日利亞移民的犯罪活動：如與販毒，欺詐，詐騙，網絡诈骗和其他非法活動。據報於2009年2月全面禁止尼日利亞人進入越南，該命令甚至適用於政府官員和合法的商業人士。該命令起因是在胡志明市一個越南人被尼日利亚移民謀殺。越南官員還傳召尼日利亞大使交涉，但尼日利亞移民抗議許多罪行可歸因於來自其他西非國家的遊客，而越南人和媒體將他們一起稱為尼日利亞人。

## 社團組織
2009年，根據越南移民官員的建議，越南的尼日利亞移民組建了尼日利亞聯盟，努力實行自我警務管理，以提高尼日利亞人的公眾形象，並有效地代表尼日利亞合法商人。

## 參见
- 在中国的黑人
  - 在香港的黑人
  - 广州黑人
- 非裔马来西亚人
- 非裔印尼人
- 非裔俄罗斯人
- 越南裔塞内加尔人